# Ramez Tebet
Ramez Tebet GOMM (Três Lagoas, 7 de novembro de 1936 — Campo Grande, 17 de novembro de 2006) foi um professor, advogado, promotor de justiça, sociólogo e político brasileiro de ascendência libanesa filiado ao Partido do Movimento Democrático Brasileiro (PMDB). Foi presidente do Senado Federal, ministro da Integração Nacional durante o governo Fernando Henrique Cardoso, governador e deputado estadual do Mato Grosso do Sul e prefeito de Três Lagoas.

## Biografia
Filho de Taufic Tebet e Angelina Jaime Tebet, vindo de uma tradicional família árabe-brasileira de Três Lagoas, próxima a outras famílias como a de Martins Rocha. Ramez Tebet formou-se em Direito pela Faculdade Nacional de Direito da Universidade Federal do Rio de Janeiro (UFRJ) em 1959.
Casado com Fairte Nassar Tebet, teve os seguintes filhos: Simone, Senadora da República por Mato Grosso do Sul e presidenciável nas  eleições de 2022; Eduarda, médica; e os gêmeos Rodrigo, professor, e Ramez, também advogado.
Entre 1961 e 1964 Ramez exerceu o cargo de promotor público em sua cidade natal, Três Lagoas. Nos anos seguintes, dividiu-se entre a advocacia e o magistério.

## Política
Primeiros anos
Em 1975 foi nomeado prefeito de sua cidade natal. Como prefeito, suas maiores obras em Três Lagoas foram: a rodoviária municipal e o Ginásio de Esportes Cacilda Acre. Deixou o cargo ao ser empossado como secretário de Justiça do estado de Mato Grosso do Sul.
No ano seguinte, tornou-se deputado estadual na primeira legislatura, da então recém-nascida, Assembleia Legislativa de Mato Grosso do Sul. Nesses anos como deputado estadual, foi o relator da constituinte e participou ativamente dos trabalhos de elaboração da primeira Constituição do estado.
Deixou a Assembleia Legislativa para ocupar a vaga de vice-governador de Wilson Barbosa Martins (PMDB) na chapa que seria eleita para governar o Estado na primeira eleição direta para os governos estaduais desde a implantação da ditadura militar. Em 14 de março de 1986, quando Wilson se afastou para concorrer ao Senado, Ramez assumiu o governo. Seu mandato se estendeu até 15 de março de 1987, quando deu a posse ao sucessor Marcelo Miranda Soares (PMDB).
Entre 1987 e 1989 atuou como Superintendente de Desenvolvimento do Centro-Oeste, no Sudeco.
Ministro da Integração e presidente do Senado
Em 1994 foi eleito senador.
Destacou-se no Senado brasileiro na presidência da Comissão Parlamentar de Inquérito - que investigou o Poder Judiciário - e do Conselho de Ética e Decoro Parlamentar do Senado. À frente desses cargos, investigou o episódio da quebra do sigilo do painel eletrônico do Senado em 2001 e o esquema de desvio de verbas da Superintendência de Desenvolvimento da Amazônia (SUDAM). Assim, levou à inédita cassação de um senador - Luís Estêvão, em 2000 - e à renúncia de outros três - Antônio Carlos Magalhães (PFL – BA), Jader Barbalho (PMDB-PA) e José Roberto Arruda (PSDB-DF).
Em junho de 2001, Ramez Tebet foi nomeado pelo presidente Fernando Henrique Cardoso como ministro da Integração Nacional, mas permaneceu no cargo somente três meses. Em setembro de 2001, com a renúncia de Jader Barbalho, um amplo acordo político de emergência resultou na saída de Ramez do ministério para ser eleito presidente do Senado, posição que ocupou até 1 de fevereiro de 2003, tendo dado no dia 1º de janeiro daquele ano posse ao presidente eleito Luiz Inácio Lula da Silva.
Admitido à Ordem do Mérito Militar em 1998 no grau de Comendador especial pelo presidente Fernando Henrique Cardoso, Ramez foi promovido por FHC em abril de 2002 ao grau de Grande-Oficial.
Mais tarde no mesmo ano, foi reeleito com a maior votação já obtida por um político de Mato Grosso do Sul - mais de setecentos e trinta mil votos. Nessa legislatura, esteve envolvido com temas importantes da agenda política nacional, como a Reforma Tributária. Foi, também, o relator da nova Lei de Falências.

## Últimos anos

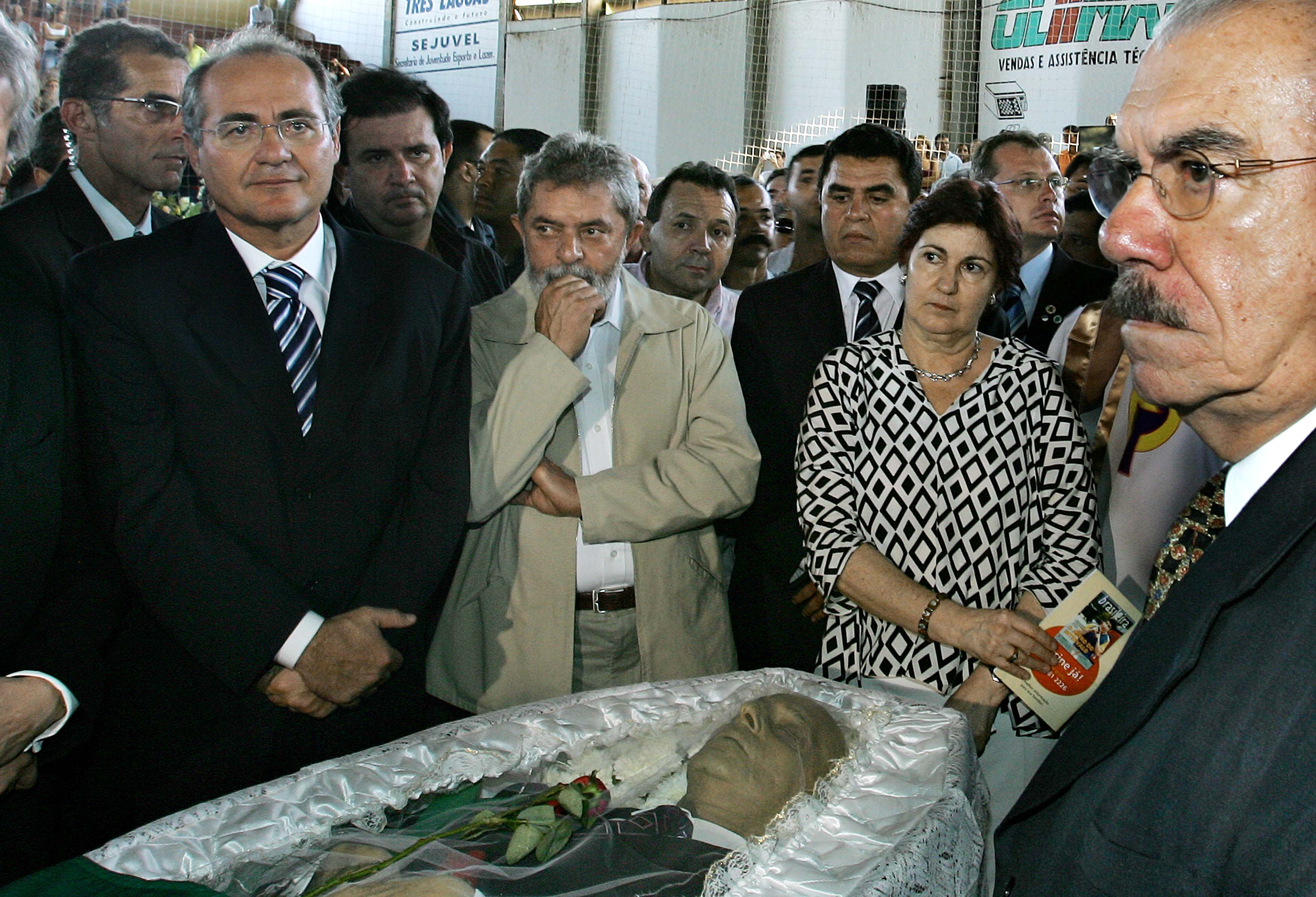
Funeral do senador Ramez Tebet. Na fotografia Renan Calheiros (à esquerda), Luiz Inácio Lula da Silva (de casaco bege) e José Sarney (à direita).

Em março de 1984, curou-se de um câncer no esôfago. Em outubro de 2004, o câncer reapareceu e Ramez lutou contra ele até seu falecimento, dois anos depois.
Quando de sua morte, era senador em segundo mandato pelo PMDB e titular das duas comissões mais poderosas do Senado, a Comissão de Constituição e Justiça e a Comissão de Assuntos Econômicos. Seu mandato no Senado Federal terminaria em 2011 e foi substituído por seu primeiro suplente, Válter Pereira.
Em seu velório, no Ginásio de Esportes Cacilda Acre, estiveram presentes Luiz Inácio Lula da Silva; o deputado federal Michel Temer, presidente nacional do PMDB; e os senadores Renan Calheiros (PMDB-AL) ; Pedro Simon (PMDB-RS) ; Arthur Virgílio (PSDB-AM); e Delcídio Amaral (PT-MS); além de grande multidão de Três Lagoas. Foi enterrado em 18 de novembro de 2006 no cemitério Santo Antônio em sua cidade natal de Três Lagoas.

## Herança política
Segundo o senador Pedro Simon (PMDB-RS), Tebet havia sido uma das pessoas “mais corretas, mais dignas” que havia encontrado na vida pública. Ainda, apoiado pelos senadores Paulo Paim (PT – RS) e Mozarildo Cavalcanti (PTB – RR), disse que “nunca houve um problema nesta Casa (o Senado) sem que Tebet procurasse ajudar”. Citou, também, um exemplo de dedicação de Tebet: estando o último lutando contra o câncer, saiu do hospital diretamente para o Senado para discursar, mesmo fragilizado.
Ramez Tebet tinha a filosofia de que o Centro-Oeste era uma das mais importantes fronteiras para garantir o desenvolvimento sustentável do Brasil, pelas imensas potencialidades ainda não desenvolvidas de sua terra e de sua gente. Esse objetivo de desenvolver a região e, assim, o Brasil, foi o centro de toda a sua atividade pública, pelo que ele sempre trabalhou.
Deixa, assim, seguidores no palco da política.
Sua filha Simone tornou-se a portadora do legado político do pai. Eleita deputada estadual por Mato Grosso do Sul em 2002, em 2004 deixou a Assembleia para disputar a prefeitura três-lagoense, que nos anos 70 foi administrada pelo pai. Venceu a eleição e viria a lograr êxito na reeleição, em 2008. Dos quatro filhos de Ramez, a advogada Simone é a única que enveredou pela militância política. Atualmente, Simone Nassar Tebet é Ministra do Planejamento 
do Governo Luiz Inácio Lula da Silva.
Ainda, um dos afilhados políticos do senador foi André Puccinelli (PMDB), governador de Mato Grosso do Sul por dois mandatos consecutivos (2007—2015), que começou a militar na política nos anos 70 pelas mãos de Ramez.[carece de fontes?]